# 히가시요코타역
히가시요코타역(일본어: 東横田駅)은 일본 지바현 소데가우라시에 위치한 동일본 여객철도 구루리 선의 철도역이다. 단선 승강장 1면 1선의 구조를 갖춘 지상역이다.

## 이용 현황
| 승차 인원 추이 | 승차 인원 추이 |
| 연도           | 1일 평균       |
| -------------- | -------------- |
| 1990           | 410            |
| 1991           | 379            |
| 1992           | 374            |
| 1993           | 364            |
| 1994           | 331            |
| 1995           | 308            |
| 1996           | 277            |
| 1997           | 255            |
| 1998           | 254            |
| 1999           | 241            |
| 2000           | 221            |
| 2001           | 195            |
| 2002           | 180            |
| 2003           | 191            |
| 2004           | 191            |
| 2005           | 181            |
| 2006           | 156            |

## 역 주변
- 국도 제409호선
- 소데가우라 시청 히라카와 행정센터
- 소데가우라 시립 히라카와 공민관
- 도메기 공원

## 역사
- 1937년 4월 20일 : 개업.
- 1947년 1월 20일 : 영업 중지.
- 1958년 4월 1일 : 영업 재개.
- 1987년 4월 1일 : 일본국유철도 분할 민영화에 의해, 동일본 여객철도가 승계.
- 2007년
  - 1월 : 화차역을 철거. 역사 개축.
  - 2월 1일 : 신 역사 사용 개시.

## 인접 역
| 동일본 여객철도 구루리 선 | 동일본 여객철도 구루리 선 | 동일본 여객철도 구루리 선  |
| ------------------------- | ------------------------- | -------------------------- |
| 요코타 기사라즈 방면      | ■ 구루리 선               | 마쿠타 가즈사카메야마 방면 |